# Tychówko
Tychówko (deutsch Woldisch Tychow) ist ein Dorf in der polnischen Woiwodschaft Westpommern. Es gehört zur Landgemeinde Połczyn-Zdrój (Bad Polzin) im Powiat Świdwiński (Schivelbein).

## Geografische Lage
Tychówko liegt auf halber Strecke zwischen Białogard (Belgard) und Połczyn-Zdrój (Bad Polzin) an der Woiwodschaftsstraße Nr. 163 Kołobrzeg (Kolberg) – Wałcz (Deutsch Krone). Im Ort zweigt eine Nebenstraße über Rąbino (Groß Rambin) und Nielep (Nelep) nach Świdwin (Schivelbein) ab. Die nächste Bahnstation ist das neun Kilometer entfernte Rąbino an der Bahnstrecke Gdańsk–Stargard.
Tychówko liegt im Mündungsgebiet der Bukowa (Buckow) in die Parsęta (Persante), die beide durch den Ort fließen.

## Ortsname
Der Name Tychow, früher auch Tichow und Tichowe stammt aus dem Wendischen und bedeutet "Ruhe", "Stille". Der Ortsname "Woldisch Tychow ist aus Wolden Tychow entstanden, abgeleitet von dem Namen der Adelsfamilie von dem Wolde. Dieses Geschlecht der Wolden hatte seinen Stammsitz in Wusterbarth (heute polnisch: Ostre Bardo). Die Bezeichnung "Woldisch" Tychow wurde zur Vermeidung von Verwechselungen mit Groß Tychow (polnisch: Tychowo) im Landkreis Belgard (Persante) und "(Wendisch) Tychow" (ebenfalls polnisch: Tychowo) im Landkreis Schlawe i. Pom. eingeführt.

## Geschichte
In den Jahren 1902 und 1906 wurden in Woldisch Tychow größere prähistorische Urnengräber aufgefunden, die eine Besiedlung des Ortes etwa 800 bis 500 Jahre v. Chr. belegen. Urkundlich wird der Ort aber erst 1494 erstmals erwähnt.
Bis Mitte des 17. Jahrhunderts blieb Woldisch Tychow im Besitz derer von Wolde, bis ihn Henning von dem Wolde an seinen Schwager Jürgen von Bonin übereignete. Die Wolden blieben im angrenzenden Wusterbath (Ostre Bardo), wo sie bis 1945 lebten. Jürgen von Bonin war Geheimer Rat des brandenburgischen Kurfürsten Friedrich Wilhelm. Er führte in seinem Auftrage die Friedensverhandlungen in Münster und Osnabrück zur Beendigung des Dreißigjährigen Krieges.
Nach der Familie von Bonin folgten als Besitzer von Woldisch Tychow die Familien von Kleist (1685–1770) und von Borcke (1770–1833), danach war die Familie Holz (1833–1858) Eigentümerin. Der letzte Besitzer war Walter Weske, der im März 1945 nach dem Einmarsch der Roten Armee als "feindlicher Kapitalist" erschossen wurde.
Im Jahre 1928 wurde Woldisch Tychow nach Wutzow eingemeindet. Wutzow bildete bis 1945 mit Vietzow (Wicewo) den Amtsbezirk Vietzow im Landkreis Belgard (Persante). Standesamtlich war Wutzow ein eigener Bezirk, zu dem auch die Gemeinden Bolkow (Bolkowo) und Vietzow gehörten.
Im Jahre 1939 lebten in der Gemeinde Wutzow 564 Einwohner in 141 Haushaltungen.
Anfang März 1945 wurde Woldisch Tychow von sowjetischen Truppen eingenommen. Infolge des Krieges kam das Dorf zu Polen, die deutsche Bevölkerung wurde vertrieben. Tychówko wurde eine Ortschaft in der Gmina Połczyn-Zdrój im Powiat Świdwiński.

## Kirchspiel Woldisch Tychow

### Kirchengemeinde
Woldisch Tychow war ein altes Pfarrdorf, in dessen Kirchspiel bis 1945 die Filialgemeinde Vietzow (polnisch: Wicewo) und die Orte Ballenberg (Biała Góra), Bergen (Góry), Bolkow (Bolkowo), Lankow (Łąkówko) und Wutzow (Osówko) eingepfarrt waren. Das Kirchspiel Woldisch Tychow gehörte zum Kirchenkreis Belgard der Kirchenprovinz Pommern der evangelischen Kirche der Altpreußischen Union.
Das Kirchenpatronat war bis Kriegsende 1945 unter den Rittergutsbesitzern Baron von Rhoeden (Vietzow), Körner (Neuhof), von Woedtke (Bolkow), von Wolden (Rhauden), Schmieden (Ballenberg), Borries (Bergen) und Weske (Woldisch Tychow) aufgeteilt, wobei Baron von Rhoeden der höchste Stimmanteil zufiel.
Heute gehört Tychowko zum Kirchspiel Koszalin (Köslin) in der Diözese Pommern-Großpolen der polnischen Evangelisch-Augsburgischen Kirche.

### Pfarrkirche
Im 15. Jahrhundert ist bereits ein Kirchenbau in Woldisch Tychow urkundlich belegt. Allerdings ist er im Jahre 1739 durch einen Fachwerkbau ersetzt worden.
Das Gebäude ist in schlichter Bauweise mit polygonalem Chorabschluss errichtet worden. Die Fachwerkbauweise ließ das Gewicht vom Schwingen der Glocken nicht zu. Deshalb veranlassten die Kirchenpatrone im Jahre 1748 die Errichtung eines eigenen Glockenhauses neben der Kirche.
Die heutige Filialkirche der Katholischen Kirche in Polen gilt als Sehenswürdigkeit.

### Pfarrer bis 1945
1. Martin Rambow, ?–1592
2. Heinrich Stange, 1592–1632
3. Daniel Vacke (Vackius), 1632–1656
4. Heinrich Friedrich Vacke (Sohn von 3.), 1659–1704
5. Johann Jakob Adeler
6. Martin Philipp Neander, 1722–1771
7. Johann Friedrich Alverdes, 1772–1807
8. Samuel Friedrich Kalcke, 1809–1833
9. Rudolf August Franz Ramberg, 1834–1868
10. Otto Leopold Friedemann, 1868–1879
11. Karl Johann Friedrich Krüger, 1880–1894
12. Robert Busch, 1894–1924
13. Georg Feix, 1925–1927
14. Alfred Bidder, 1933–1943

## Schule
Die Woldisch Tychower Volksschule wurde auch von den Kindern aus Bergen (Góry) und Lankow (Łąkówko) besucht. Sie wurde zuletzt von den Lehrern Wagenknecht und Rost geleitet, die sich auch um die Nachforschungen über die Orts- und Heimatgeschichte verdient gemacht haben.

## Persönlichkeiten

### Söhne und Töchter des Ortes
- Max Wagenknecht (1857–1922), deutscher Komponist von Klavier- und Orgelmusik
- Sieghard Rost (1921–2017), deutscher Politiker (CSU), Abgeordneter des Bayerischen Landtags von 1970 bis 1990